# Meroles cuneirostris
Meroles cuneirostris är en ödleart som beskrevs av  Strauch 1867. Meroles cuneirostris ingår i släktet Meroles och familjen lacertider. Inga underarter finns listade i Catalogue of Life.